# Baruch Agadati

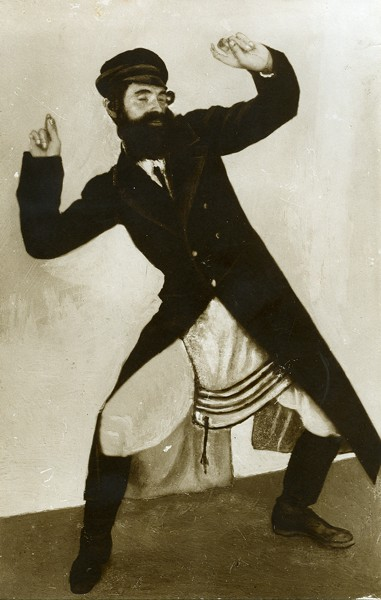
Baruch Agadati en un baile de inspiración hasidică, c. 1925

Baruch Agadati (en hebreo: ברוך אגדתי, llamado al nacer Baruch o Burăch Kaușanski; Bender, 18 de febrero de 1895-Tel Aviv, 18 de enero de 1976) fue un pintor y bailarín israelí originario de Besarabia (actual Moldavia). Fue uno de los pioneros de la cinematografía en Israel.

## Biografía
Burăch o Boris Lvovici Kaușanski nació en 1895 en la ciudad de Bender, en el sur de Besarabia, por aquel entonces parte del Imperio ruso, hijo del comerciante judío Arie Kaușanski y de su esposa, Batia. A la vez que aprendió el Jéder o el Talmud y la Torá, Kaușanski demostró talento y atracción por el ballet clásico. Cuando su familia se trasladó a Odesa, el niño, pese a la oposición del padre, se inscribió en una escuela de ballet de la ciudad.  
En 1910, a la edad de 15 años, emigró solo a la tierra de Israel, que en ese entonces se hallaba bajo dominio del Imperio otomano. Estudió en la Escuela de artes Betzalel de Jerusalén y trabajó en las huertas de Petaj Tikva, dando clases libres de baile de salón. En Petaj Tikva se familiarizó con las costumbres de los judíos yemeníes, cuya música y bailes lo inspiraron más tarde en sus creaciones coreográficas.
En el verano de 1914 se decidió a visitar a su familia en Rusia, donde quedó bloqueado a causa de estallido de la Primera Guerra Mundial. Allí retomó sus estudios de ballet y pasó a integrar un ballet de Odesa.

### Regreso a Palestina
Acabada la Primera Guerra Mundial, regresó a Palestina a bordo del barco Ruslan en 1919, cuando este territorio se hallaba bajo administración británica. Durante el viaje conoció a importantes hombres de la cultura y el arte, como por ejemplo los pintores Yosef Zaritzki, Pinhas Litvinovski o a Yosef Klausner. Sus padres volvieron a Palestina apenas un año después.
Tras su regreso a Palestina en 1919, comenzó a dar recitales de baile en solitario y se convirtió en uno de los pioneros del incipiente cine israelí. Fue entonces cuando adoptó el nombre de Agadati. 
Más tarde, en 1934, Agadati compró los archivos cinematográficos del cineasta Yaakov Ben Dov, cuando este se retiró de la escena. Junto a su hermano Yitzhak Agadati usó el material adquirido para comenzar los noticieros de AGA. Poco después dirigió la primera película sionista titulada This is the Land (1935), la primera película de habla hebrea, y una nueva versión en 1963, llamada Tomorrow's Yesterday.
El vestuario de Agadati para "Yihie" sirvió como base para una exposición individual que también recorrió Europa y América del Sur y fue diseñado por Natalia Goncharova, del Ballet Ruso.
En 1924, Agadati coreografió un baile basado en la Hora rumana que se conoció como "Hora Agadati". Fue realizado por el Ohel Workers Theatre, que recorrió los asentamientos pioneros en el valle de Jezreel. Los bailarines formaban un círculo, cogidos de la mano, y se movían en sentido contrario a las agujas del reloj, siguiendo un paso de seis latidos.

## Galería
Archivo fotográfico de Baruch Agadati, hacia 1920. Photografías del Atelier Willinger, Viena. Colección del Archivo Bat Sheva y Yitzhak Katz, Museo de Israel, Jerusalén.

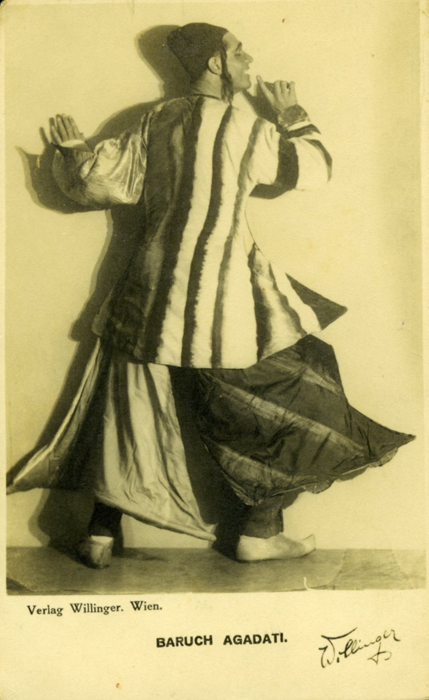
Baruch Agadati en la danza "Yemenite Ecstasy".
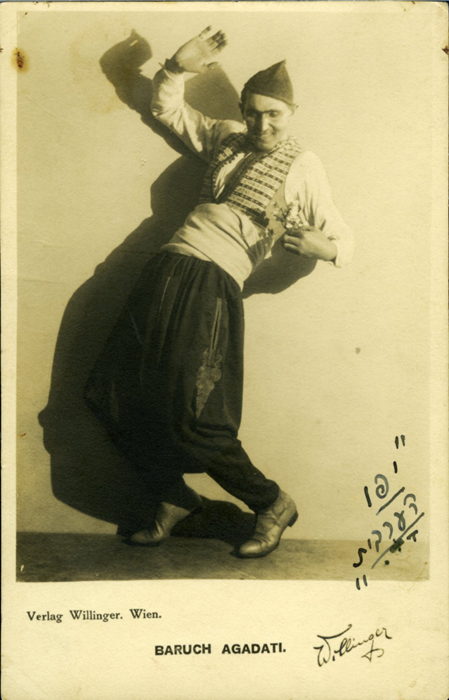
Baruch Agadati como Hassid, en la danza "Jaffa".
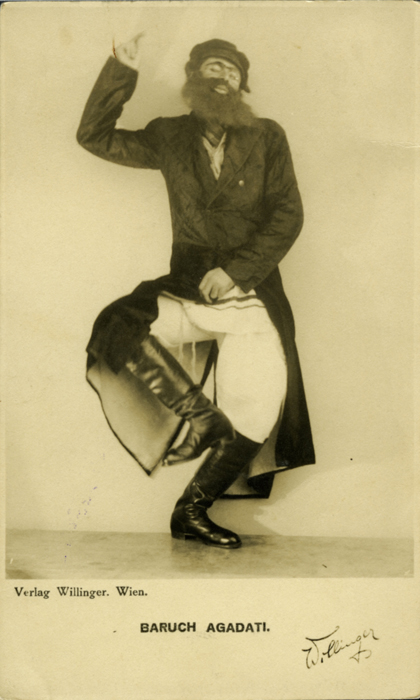
Baruch Agadati como Hassid, en la danza "Melaveh Malka".
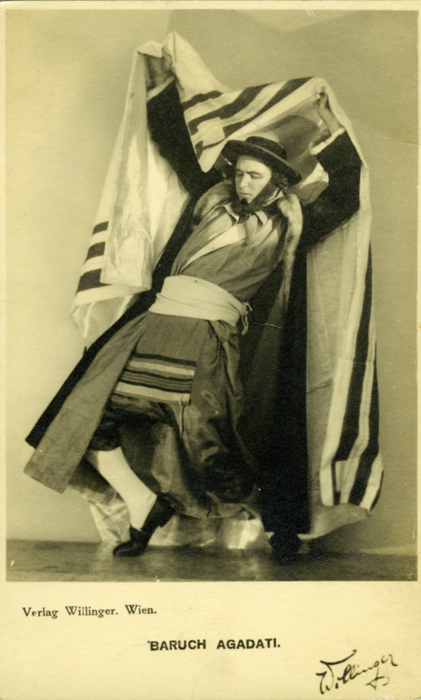
Baruch Agadati como Hassid, en la danza "Melaveh Malka".
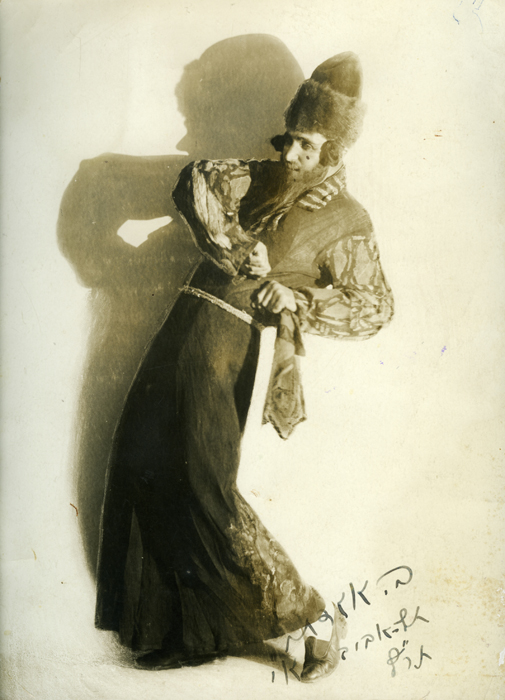
Baruch Agadati como Hassid, en la danza "Melaveh Malka".